# Districtul Sai Thong Watthana
Sai Thong Watthana (în thailandeză ทรายทองวัฒนา) este un district (Amphoe) din provincia Kamphaeng Phet, Thailanda, cu o populație de 23.971 de locuitori și o suprafață de 253,0 km².

## Componență
Districtul este subdivizat în 3 subdistricte (tambon), care sunt subdivizate în 37 de sate (muban).
| Nr. | Nume            | În thailandeză | Sate | Locuitori |  |
| --- | --------------- | -------------- | ---- | --------- |  |
| 1.  | Thung Sai       | ทุ่งทราย         | 17   | 9,964     |  |
| 2.  | Thung Thong     | ทุ่งทอง          | 10   | 7,221     |  |
| 3.  | Thawon Watthana | ถาวรวัฒนา       | 10   | 6,786     |  |